# 姚记科技
上海姚记科技股份有限公司，简称姚记科技（深交所：002605），是中华人民共和国的一家以文化娱乐产业为主要业务的企业。公司的前身为1989年成立的上海人民印刷十厂黄渡分厂，1994年4月由商人姚文琛接手工厂，并开始生产扑克牌。2008年改为股份公司。2019年8月28日，公司更名为“姚记科技”，并拓展手机游戏、互联网营销等业务。

## 历史

### 早期
姚记科技的前身为1989年成立的上海人民印刷十厂黄渡分厂。1989年9月，黄渡镇（现为安亭镇的一部分）下属集体企业黄渡工业公司与上海人民印刷十厂联营设立上海人民印刷十厂黄渡分厂，生产扑克牌产品。1994年4月，广东潮阳籍商人姚文琛通过其名下的广州深华与黄渡工业公司签署协议，将濒临倒闭的上海人民印刷十厂黄渡分厂更名为上海宇琛扑克实业公司，工厂由姚文琛接手经营。宇琛实业于1994年4月办理工商登记手续，企业性质仍登记为集体企业。
公司创始人姚文琛在接手工厂前曾经是潮阳汽配厂的工人，1978年开始先后在广东、福建从事文具、日用品及扑克牌的贸易，1989年已成为珠三角地区主要的文具和扑克牌贸易商之一，被誉为“扑克大王”。姚文琛接手工厂后，姚记公司开始使用进口用纸，放弃了已经投资上百万元中国内地同行普遍使用的用料，同时从德国引进四色印刷机，并从全国各地招聘专业人才，也奠定了公司“质量取胜”的基础。1998年，姚记扑克成为当年美国客商唯一订购的中国产扑克。
1996年7月，宇琛实业改制为有限责任公司，企业更名为上海宇琛扑克实业有限公司。1998年12月，黄渡资产与姚文琛实际出资并控制的潮阳市西利百货贸易有限公司签订《股权转让协议》，黄渡资产将其持有宇琛有限的股权按照注册资本1:1作价转让给潮阳西利百货公司。
2002年5月，姚文琛以货币资金727.88万元和其对宇琛有限的债权1772.12万元合计2500万元向宇琛有限增资。姚文琛还将其持有的宇琛有限部分股权转让给其女姚晓丽；潮阳西利将其持有的宇琛有限全部股权分别转让给姚文琛之弟姚浩生、姚文琛之妻邱金兰及姚文琛之女姚晓丽。2006年1月，姚文琛将其持有的宇琛有限部分股权、姚浩生及姚晓丽将其持有的宇琛有限全部股权转让给姚文琛之子姚朔斌。2007年12月，姚文琛将其持有的宇琛有限部分股权分别转让给其妻邱金兰、其女姚晓丽以及其子姚硕榆；姚文琛之子姚朔斌将其持有的宇琛有限部分股权转让给其弟姚硕榆。姚文琛将其持有的宇琛有限部分股权分别转让给财务总监唐霞芝、自然人周雯雯，并通过其引入新工艺技术改良扑克牌上光环节的工艺流程。
2008年5月，公司改制为股份有限公司，企业更名为上海姚记扑克股份有限公司。2010年，姚记扑克年产扑克牌约为7亿副，位列中国扑克牌行业第一，当年实现销售额6亿元人民币。
2011年8月5日，姚记扑克在深圳证券交易所上市，成为“扑克第一股”。上市后令姚氏家族身家暴涨，由发行新股前的约2.6亿元暴涨至首日交易收盘的23.70亿元。

### 转型
2012年2月29日，姚记扑克与联众成立合资公司“上海姚眾互動文化傳播有限責任公司”，姚记扑克以98万元占股49%，是公司首次跨入互联网产业。双方联合开通了“姚记联众扑克在线”平台，亦聯合舉辦鬥地主黃金聯賽。同年12月，公司宣布，拟通过增资获得中国杂技团有限公司30%股权。
2013年9月，姚记扑克宣布与“500彩票网”达成合作，将定制不少于1亿副印有“500彩票网”标志的扑克牌进行互联网彩票销售客户的合作推广。
2014年，姚记扑克成立子公司姚记悠彩，经营互联网彩票销售业务。同年，公司成立子公司姚记网络，负责游戏研发和运营；宣布以1.3亿元增资上海细胞治疗工程技术研究中心；与自然人庞继景设立上海纬景生物技术公司；收购中德索罗门51%股权。2015年，公司还筹划收购移动网络游戏公司乐天派。
虽然姚记扑克投资的业务涉及互联网+、杂技、彩票销售推广、游戏研发与运营、生物医疗、智能自行车以及手游，大多数与其主营业务无关，但多以失败告终。例如，公司与500彩票网解除合作；增资中国杂技团也在2013年宣布终止；成立不到一年的上海纬景生物被清算；新设立的颐木生物也被转让；中德索罗门持股从50.5%降至19.5%；姚记网络曾连续2年亏损；收购乐天派也因标的涉诉而终止。而后公司继续推进其“大娱乐”、“大健康”产业布局，2018年4月姚记扑克以6.68亿收购成蹊科技53.45%股权，2019年5月再次以6.68亿价格收购成蹊科技剩余46.55%股权，使其成为全资子公司。另外控股子公司万盛达扑克1.19亿收购大鱼竞技。收购成蹊科技后，姚记扑克业绩由亏转盈。根据公司2018年年报，姚记扑克营收中扑克牌业务占56%、游戏业务占34%。
而随著移动互联网的兴起，智能手机逐步衝擊傳統娛樂項目，公司扑克牌的销量逐年下降，从2016年7.66亿副到2018年5.86亿副，2018年同比下降18.56%。2019年7月5日晚间，姚记扑克发布公告称，公司名称拟变更为“上海姚记科技股份有限公司”，证券简称拟变更为“姚记科技”，经营范围增加“互联网信息服务业务、计算机软硬件技术开发、销售、技术咨询、技术服务、技术转让。”2019年8月，公司经市场监管部门办理了相关变更登记手续。公司更名后在深交所使用的全称、简称自8月28日起生效。
2021年4月，姚记科技宣布投资MCN机构侵尘文化。
2022年1月，根据一项机构调研的报告，姚记科技宣告将进军体育产业。公司已战略投资卡淘，下设中国内地最大的卡片IP发行商DAKA以及最大的二手收藏卡交易平台Card Hobby。

## 股东概况
姚记科技是一家典型的家族企业，姚文琛及其亲属均持有股份。截至2021年年报可行日期（2021年12月31日），公司由姚文琛家族持有实际控制权，总持股比例为53.25%。主要股东的持股情况如下：
| 股东                                                           | 持股数量   | 持股比例 | 备注                                                       |
| -------------------------------------------------------------- | ---------- | -------- | ---------------------------------------------------------- |
| 姚朔斌                                                         | 70,502,252 | 17.43%   | 姚文琛长子；拥有香港居留权；现任公司董事长、总经理         |
| 姚晓丽                                                         | 53,224,352 | 13.16%   | 姚文琛之女；拥有新加坡居留权                               |
| 姚硕榆                                                         | 34,052,252 | 8.42%    | 姚文琛次子；拥有澳大利亚居留权；现任公司副董事长、副总经理 |
| 姚文琛                                                         | 27,798,813 | 6.87%    | 创始人；拥有新加坡居留权                                   |
| 邱金兰                                                         | 9,058,869  | 2.24%    | 姚文琛之妻；拥有新加坡居留权                               |
| 上海迎水投资管理有限公司－迎水翡玉17号私募证券投资基金         | 7,338,500  | 1.81%    |                                                            |
| 上海迎水投资管理有限公司－迎水翡玉18号私募证券投资基金         | 7,338,500  | 1.81%    |                                                            |
| 深圳市泰润海吉资产管理有限公司－泰润熹玥1号私募证券投资基金    | 7,200,000  | 1.78%    | 由姚文琛家族实际控制                                       |
| 珠海阿巴马资产管理有限公司－阿巴马悦享红利28号私募证券投资基金 | 6,929,419  | 1.71%    | 由姚文琛家族实际控制                                       |
| 广州市玄元投资管理有限公司－玄元科新241号私募证券投资基金      | 6,627,900  | 1.64%    | 由姚文琛家族实际控制                                       |

## 业务
截至2021年，姚记科技共有三大主营业务，分别是扑克牌、手机游戏及互联网营销。

### 扑克牌业务
扑克牌业务是公司较早开展的业务。该公司生产的扑克牌使用高端扑克牌专用纸张、专业上光技术和环保油墨，已全面实现扑克牌机械自动化生产，成品以光泽亮、弹性好、材质佳、耐折性优、光滑度高、手感细腻等特点。2010年，姚记扑克的产量排名中国行业第一，并先后获得“上海市著名商标”、“上海市名牌产品”、“中国驰名商标”、“中国轻工质量信得过产品”、“中国轻工业联合会科学技术进步奖”、“上海市区级技术中心”等荣誉称号，是中国文教体育用品协会向社会公布的“中国扑克牌行业知名品牌”的六大品牌之一。姚记扑克在中国大陆地区具有较高知名度，销售网络覆盖全国，曾先后冠名2007年中国女足五大赛事和上海男排等体育赛事或球队，并在全国较大省市定期举办“姚记扑克大赛”。
姚记扑克在2011年曾介绍扑克牌产能为约每年7亿副，并拟募资投向“年产6亿副扑克牌生产基地建设项目”。但由于公司业务的转型，姚记科技的扑克牌产能几乎原地踏步。2015年，姚记科技将年产4亿副扑克牌生产基地建设项目的产能变更为投资自行车项目；2018年又终止另一年产2亿副扑克牌生产基地建设项目，并将结余资金用于收购游戏公司。
2015年，姚记扑克斥资2.55亿并购万盛达，以进一步巩固市场的龙头地位。至2020年两个扑克牌扩建项目完成后，姚记扑克的生产线向江苏省启东市转移，其生产规模是世界最大。

### 手机游戏业务
姚记科技的手机游戏业务分为境内游戏事业和海外游戏事业两大板块，其中成蹊科技主要负责中国内地境内发行的游戏业务；海外发行的游戏业务则由大鱼竞技负责。
公司旗下的成蹊科技以捕鱼与棋牌主题游戏为核心产品，拥有包括《鱼丸游戏》平台、《姚记捕鱼》、《指尖捕鱼》、《捕鱼炸翻天》、《大神捕鱼》、《小美斗地主》、《齐齐来麻将》、《梦幻恐龙园》等游戏。在IOS2021年上半年娱乐区排行榜中，《指尖捕鱼》共计收入513万美元，位列分区榜单第三，在IOS畅销榜休闲领域排名前20；《捕鱼炸翻天》在IOS畅销榜休闲领域排名前5。《小美斗地主》则由字节跳动代理，在IOS游戏免费榜排名第一。该公司也同时加大对H5游戏、微信小程序游戏的研发力度。
公司旗下的大鱼竞技以Bingo游戏为主，主要在海外发行，游戏包括《Bingo Party》、《Bingo Journey》、《Bingo Wild》等，在包括App Store、Facebook和Google Play等平台运营。《Bingo Party》、《Bingo Journey》是中国内地出口海外休闲竞技类游戏单品排名靠前的游戏，已发行至全球超过100个国家和地区，累计注册用户超过3,200万人，并多次获得Google Play推荐。

### 互联网营销
姚记科技的互联网营销板块以信息流广告为主，以短视频效果广告为核心，以技术和数据驱动流量运营，客户主要为网络服务、游戏、互联网金融、电商、快消等行业头部公司。
该公司在2020年完成对提供互联网营销服务的芦鸣科技的收购；同年芦石科技成立，从事互联网营销矩阵业务；又在同年12月成立媒介服务连接渠道上海国际短视频中心。该公司还在2020年半年报中提及与芦鸣科技、华策影视共同成立合资公司，谋求短视频的商业化。2021年4月16日，姚记科技方面对外称，上海国际短视频中心计划搭建总计200余个室内场景及20余个户外场景，推动内容制造、视频技术、直播场景等“一站式”直播基础设施建设，吸引直播电商平台、MCN机构、直播经纪公司、电商服务机构入驻，并开展培训和行业论坛，以提升行业影响力。

## 争议
2011年5月，据《第一财经日报》报道，姚记扑克在位于崇明岛上的江苏省启东市启隆乡购置大量土地，“上市融资或另有目的”。当地政府一位人士告诉记者，启隆乡正在申报国家生态镇，后续会由国家环保和建设部门验收。2010年，启隆生态科技产业园挂牌，目的是为了推进当地项目。姚记扑克在当地投资的项目包括“姚记扑克御江湾”、“姚记法式农庄酒店主楼工程”等。根据商务部网站资料，姚记将在启隆乡投资1.2亿美元建设一个占地1500亩的主题公园。除扑克印刷中心外，还包括历史文化展览中心、才艺表演中心、竞技中心、交易中心、游乐中心等，作为姚记兴隆城的一部分。而姚记兴隆城是一个以旅游、休闲为主体的园区，主要功能设置分为观光工业园、扑克主题公园等9个部分，总投资约40亿元人民币。但在姚记扑克的招股说明书中，仅有“姚记房地产与姚记南通拟从事房地产开发经营，截至目前尚未开展相关业务”对其房地产业务的描述。由于此番动作临近上市，再加上国家出台相关政策，要求对在建在售的以新农村建设、村庄改造、农民新居建设和设施农业、观光农业等名义占用农村集体土地兴建商品住宅予以严肃查处，因此引发争议。一名分析人士认为，如果公司将资金投入房地产，按照当时的形势将无法通过IPO审核；上市之后将资金投入房地产则属于投资非主业，属于违规行为。